# アウトストラーダ A11
アウトストラーダ A11はフィレンツェ-マーレとも呼ばれており、ファシズム時代に建設されたイタリアのアウトストラーダとしては時系列的には古い部類に属する高速道路である。以下の道路の後で造られたものである、1924年のアウトストラーダ・デイ・ラーギ・ミラノ-ヴァレーゼ(現A8)、1925年のアウトストラーダ・デイ・ラーギ・ライナーテ-コモ(現A9)、1925年9月のA8/A26 ガッララーテ-ガッティコ分岐路(現A8/A26)、1927年のアウトストラーダ・ミラノ-ベルガモ(元A4の一部)、1928年のローマ-オスティア(現SS8)、1929年のナポリ-ポンペイ(現A3の一部)、1931年のベルガモ-ブレシア(現A4の一部)、1932年のトリノ-ミラノ(現A4の一部)。この道路はイタリア高速道路会社により管理されている。この幹線道路は、トスカーナで最も交通量が多く、プラートとピストイアの平野部人口密集工業地帯、ヴァルディニエヴォーレ、およびルッカの平野を通り、フィレンツェとティレニア海沿岸北中部を接続している。道路延長はピサまで81.7kmである。ジェノヴァ方面のアウトストラーダ A12に連絡しやすくするために、ルッカとヴィアレッジョを接続するA11/A12接続路と呼ばれる延長18kmの分岐路が1970年代に造られた。
A11の欧州自動車道路番号はE76である。

## 歴史

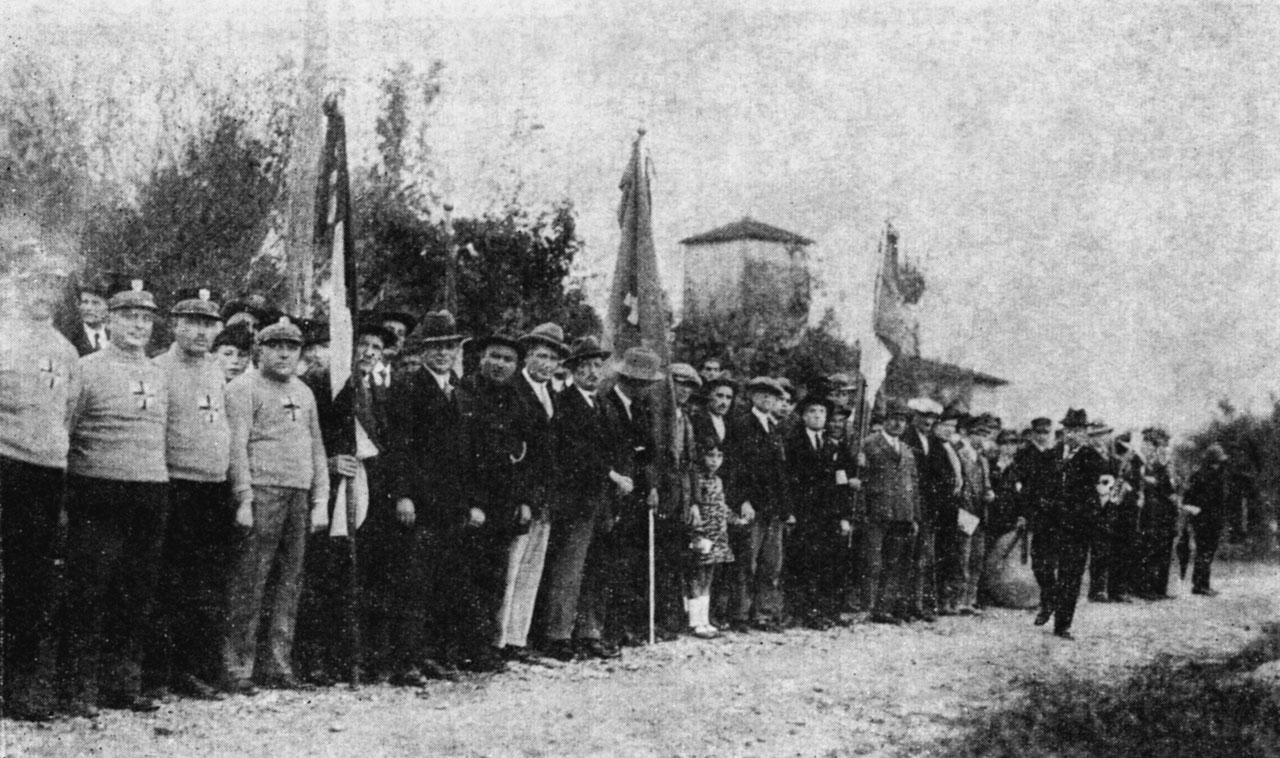
高速道路の礎石を置くための式典(1928)

この道路はEAT(トスカーナ活動庁)の主導により、1928年から1932年の間に建設された。通信担当次官アレッサンドロ・マルテッリ、ルッカ連邦長官のカルロ・スコルツァ、当時のフィレンツェの PNFの地方連盟の書記官アレッサンドロ・パヴォリーニらがサポートした。
この新しい高速幹線の目的は、地域道路網の改善だけでなく、フィレンツェ、モンテカティーニ・テルメ(のちの人気観光地)、そしてヴェルシリア海岸の間の観光用高速接続路を造ることでもあった。経路の設計は3人の著名人、フィレンツェの土木工学技術者バルトリーニ、フィレンツェ県技術局長フローザリ、そしてマッルッチ、によるものだった。
この新しいアウトストラーダはトスカーナ高速道路会社により建設された。そして、建設工事は起業家のサヴェリオ・パリージとピエロ・プリチェッリの会社により進められた(後者はミラノ-ラーギの建設も担当)。建設は、一時的には迅速に進められたものの、不正行為や新たな道路により所有地を分断される土地所有者との衝突をみることになった。特定の力のある土地所有者が利益のために元の計画を変更させるということもあった。地元住民からの抗議に事欠かなかった。プラートでは、「アウトストラーダが市の南部の開発を妨げ、農業から肥沃な土地を奪う。"小麦の戦い"に役立つが、アウトストラーダは休暇でヴィアレッジョやフォルテ・デイ・マルミに行く富裕層にのみ利益がある。」と言われていた。
フィレンツェ-マーレの建設工事費用は当時の金額で1.2億リラであった。そのほとんどは地元の自治体が負担し、いくらかは民間が負担した。国は、通常は地方自治体が負担する、料金所を除くアウトストラーダ全体の保守工事費用のみを負担した。

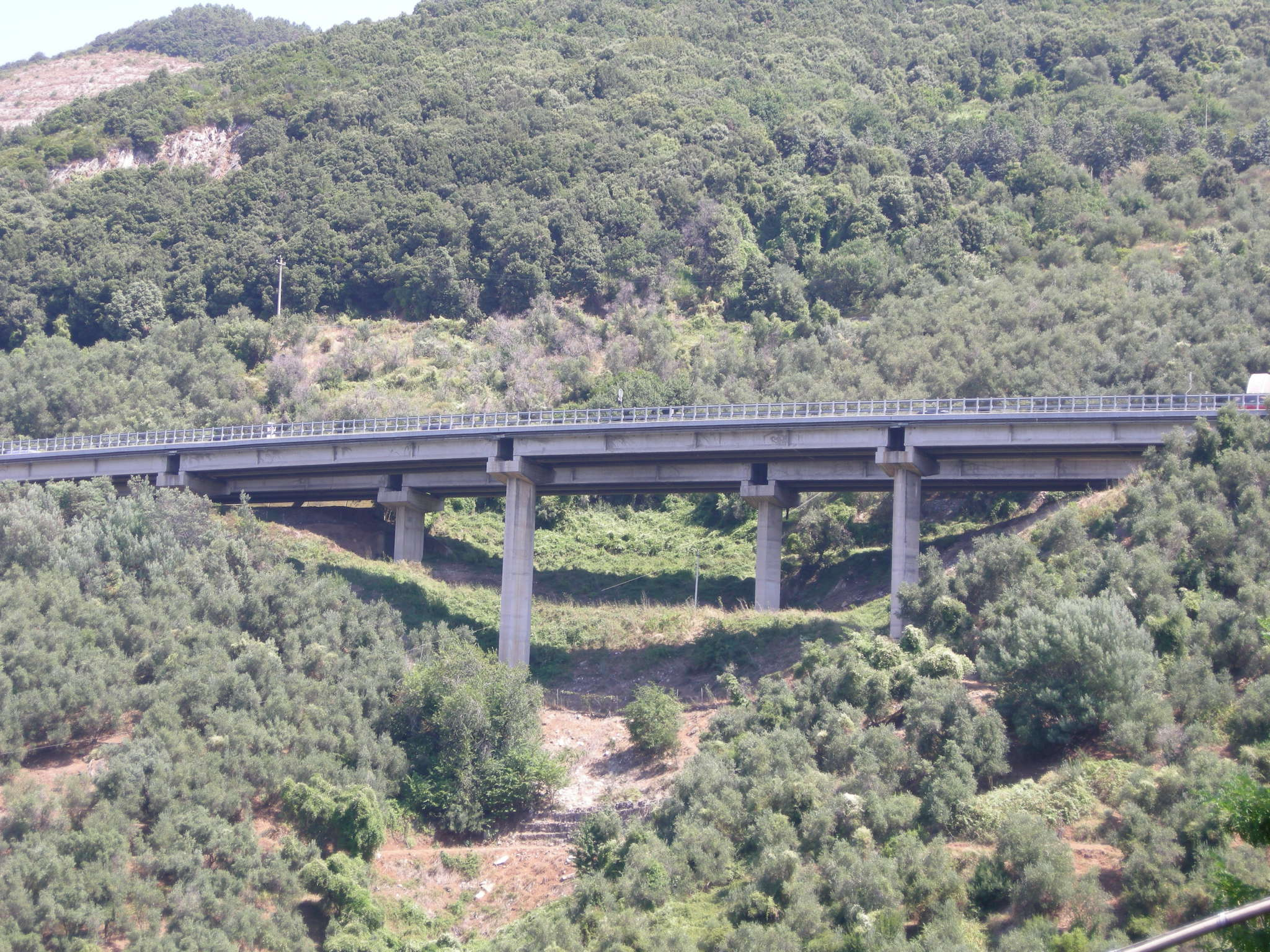
マッサローザ近郊のA11/A12接続路の高架橋

1933年8月5日に最後の区間であるルッカとミリアリーノ・ピサーノの間が開通し、公式に全線開通式が行われた。当時は幅員8mの上下線非分離道路であったが(上下線分離化は1961年から1962年の間に実施された)、フィレンツェとミリアリーノ・ピサーノが2区間の例外を除き現在と同じ経路で接続された。
経路変更のあった一つ目の区間は、プラートのビゼンツィオ川を渡る橋とブーレ川を渡る橋の間である。1961年に上下線分離化の機会に実際にプラート市政の意見が聞かれ、この繊維の町が南に発展することをアウトストラーダが妨げるとしていたファシズム時代の不満が再燃した(現在は経済的にも人口も非常に発展している)。そして、居住地区から離れたさらに南の農業地帯に新たな経路を通した。旧道の現在の道路名はヴィアーレ・レオナルド・ダ・ヴィンチだが、この道路は"格下げ道"という名でも知られている。
もう一箇所の経路変更区間はルッカとミリアリーノ・ピサーノの間、リパフラッタ近くの部分である。1962年の上下線分離化の時にセルキオ川を渡る古い橋とその前後計約2kmが通行止めとなり二度と復旧せず、もとの経路から少し北西の場所に橋を含めて新しい道路が建設された。2020年8月2日に、旧道の橋は爆破解体された。

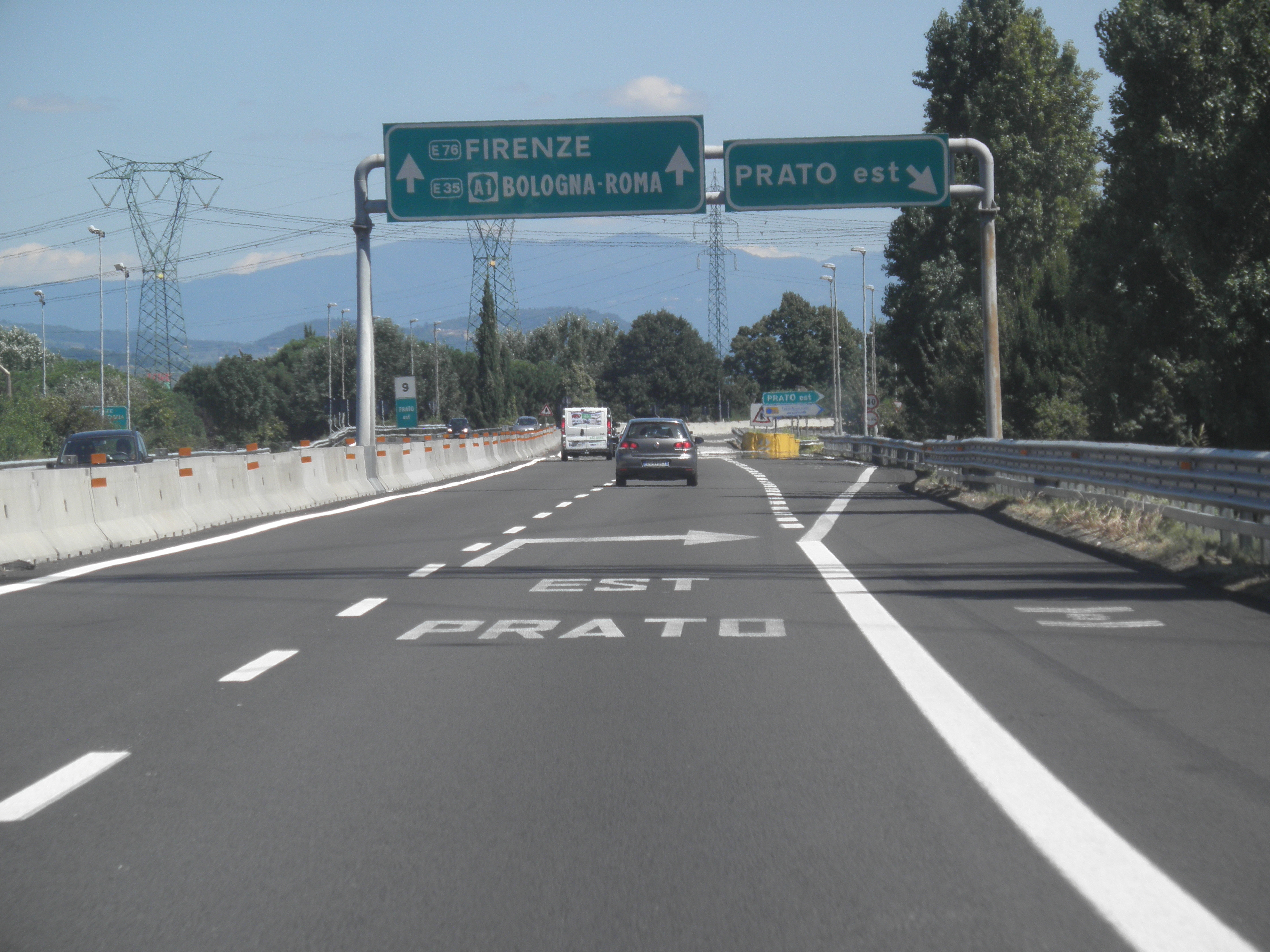
フィレンツェ方面 9km地点

このフィレンツェ-マーレの開通時には、次の場所に料金所があった：フィレンツェ(入口は現在のヴィアーレ・ルイーギ・ゴーリであり、空港の場所にあった)、プラート、ピストイア、モンスンマーノ・テルメ(後日廃止)、モンテカティーニ・テルメ、キエジーナ・ウッツァネーゼ、アルトパーショ、ルッカ、ミリアリーノ・ピサーノ(statale Aurelia|SS1に接続する場所)。
推進者の大きな期待に反し、このアウトストラーダの初期はかなり困難な状況であった。計画は間違いなく妥当でありよく考えられていたが、中産階級以上を除いては、まだイタリアのモータリゼーションは弱く、旅行者の動きも比較的少なかった当時としては、少し先進的過ぎた。これに安くはない通行料金が追加された。中型馬力車１台のフィレンツェ-ミリアリーノ間の通行料金は片道78リラだった。それゆえに、当初この道路を管理する会社の収支は悪く、管理監督の更なる悪化を招かない為にドゥーチェ自身による介入が必要だった。そしてまたその会話の中には著名なファシストの名前もあがっていた。大戦前の最後の年、そして車の最高の流入を見た1939年に、フィレンツェ-マーレは夏季と冬季では大きな変動があるものの、1日平均1,145台の交通量しかなかった。
それにも関わらずアウトストラーダ・フィレンツェ-マーレは非常に革新的な作品であると言うことができる。アペニン山脈の南の開発された盆地の接続(フィレンツェ-プラート-ピストイア-モンテカティーニ-ルッカ-ピサ および ルッカ-ヴィアレッジョ)を実現した最初で現在でも唯一の大規模な地域的インフラである。大公国時代にはルッカはトスカーナに属していなかったことから、主要経路はフィレンツェ-エンポリ-ポンテデーラ-ピサ-リヴォルノと考えられていた。第二次世界大戦の後、この高速道路はヴェルシリアの観光業の発展に大きな貢献を果たした。

## 行程
| Firenze - Pisa Nord Autostrada Firenze Mare |                                                        |      |      |      |                |
| 種別                                        | 方面                                                   | ↓km↓ | ↑km↑ | 地域 | 欧州自動車道路 |
|                                             | Firenze Ovest - Peretola Aeroporto di Firenze-Peretola | 0.0  | 81.7 | FI   |                |
|                                             | Sesto Fiorentino                                       | 2.0  | 79.2 | FI   |                |
|                                             | ペレートラ サービスエリア                              | 3.0  | 78.2 | FI   |                |
|                                             | フィレンツェ西本線料金所                               | 4.2  | 77.0 | FI   |                |
|                                             | フィレンツェ北 サービスエリア                          | 4.6  | 76.6 | FI   |                |
|                                             | Bologna - Roma                                         | 4.9  | 76.3 | FI   |                |
|                                             | Prato Est                                              | 9.0  | 72.2 | PO   |                |
|                                             | Prato Ovest                                            | 16.8 | 64.4 | PO   |                |
|                                             | Pistoia                                                | 27.4 | 53.8 | PT   |                |
|                                             | セッラヴァッレ サービスエリア                          | 35.5 | 45.7 | PT   |                |
|                                             | Montecatini Terme                                      | 39.0 | 42.2 | PT   |                |
|                                             | Chiesina Uzzanese                                      | 46.4 | 34.8 | PT   |                |
|                                             | シボッラ パーキングエリア                              | 47.9 | 33.3 | LU   |                |
|                                             | Altopascio                                             | 49.3 | 31.9 | LU   |                |
|                                             | Capannori                                              | 57.2 | 24.0 | LU   |                |
|                                             | Lucca Est                                              | 63.5 | 17.7 | LU   |                |
|                                             | Lucca Ovest Viareggio Genova                           | 66.0 | 15.2 | LU   |                |
|                                             | ミリアリーノ サービスエリア                            | 79.1 | 2.1  | PI   |                |
|                                             | Genova - Cecina Pisa G. Galilei                        | 80.7 | 0.5  | PI   |                |
|                                             | ピサ北本線料金所                                       | 81.0 | 0.2  | PI   |                |
|                                             | Pisa Nord Via Aurelia                                  | 81.7 | 0.0  | PI   |                |

## A11/A12接続路
Autostrada A12 (Italia)を参照
A11/A12接続路は1973年に供用開始した延長18kmの短い高速道路である。この道路はフィレンツェとジェノヴァをより短時間で接続することを目的としている。2007年にこの接続路とアウトストラーダ A12をヴィアレッジョ料金所を通らずに接続する新たなランプが開設された。このランプ、および、A11からこの接続路に分岐する部分にあったルッカ西本線料金所が廃止されたことにより、この接続路を使う経路から料金所がなくなり、停止なしでの通行が可能になった。
この部分は、ASTMグループのリグーレ・トスカーナ高速道路会社により管理されている。

## 整備計画

### 3車線化
フィレンツェ・ペレートラの起点からピストイア料金所までの間の片側3車線化がイタリア高速道路会社のトップと地方関係者(市町村、主要都市、プラート県、ピストイア県、トスカーナ州)との間で議論されている
。

### カンピ・ビゼンツィオ出入口
A1とのジャンクションとプラート東出入口の間に新たにカンピ・ビゼンツィオ出入口を造る提案が幾度か出されている 。

## 関連情報

### ノットリーニ水道橋の分断
アウトストラーダ A11は上下線非分離の初期にルッカ近くの18世紀に造られたノットリーニ水道橋を横切るように設計された。この工事の為に、水の流れを保つようにアーチの構造に手を加えて一部分が取り除かれた。60年代の道路拡張工事の時に、更に5本のアーチが倒され、水路を完全に切断し現在も水の流れは止められている。

### 世界記録樹立の歴史
1935年6月15日にタツィオ・ヌヴォラーリがアルトパシオ近くの8kmの直線区間でメルセデスとアウトウニオンに対抗する為にエンツォ・フェラーリにより造られたアルファ・ロメオ16Cビモトーレを使って2つの世界最高速度記録に挑戦した。
挑戦に選ばれた日は強い風が吹いており、少し不運であったが、ヌヴォラーリはともかく挑戦を始めた。彼は、車重1300kgでは150km/hですら非常に困難なところを、冷静で緻密なステアリングさばきにより車を制御した。予期しないことが続いたにもかかわらず、彼は再度の横滑りを立て直し、2つの記録を作った。1km区間の平均車速321.420km/h、および、1マイル区間の平均車速323.125km/hである。「これほどの恐ろしい危険に直面したことはない、ポーで火が付いた日ですらここまで怖くなかった」と彼は後日このイベントを振り返って言った。